# Леннокс Льюис — Хасим Рахман (апрель 2001)
Леннокс Льюис — Хасим Рахман (англ. Lennox Lewis vs. Hasim Rahman), также известен как Гром в Африке (англ. 
Thunder in Africa) — боксёрский 12-раундовый поединок за титулы чемпиона мира по версиям WBC, IBF и IBO в тяжёлом весе, которые принадлежал Льюису. Поединок состоялся 22 апреля 2001 года на базе Carnival City Casino в Бракпане (ЮАР).
По ходу поединка доминировал Леннокс Льюис, и после четвёртого раунда на всех трёх судейских записках счёт 39:37 в его пользу. Однако в 5-м раунде Рахману удалось довести до подбородка Льюиса акцентированный удар, вследствие которого тот оказался в нокауте.

## Андеркарт
В таблице перечислены результаты всех поединков боксёров.
В каждой строке указан результат поединка. Дополнительно номер поединка обозначен цветом, который обозначает итог поединка. Расшифровка обозначений и цветов представлена в нижеследующей таблице.
| Пример | Расшифровка                     |
| ------ | ------------------------------- |
|        | Победа                          |
|        | Ничья                           |
|        | Поражение                       |
|        | Планируемый поединок            |
|        | Поединок признан несостоявшимся |
| КО     | Нокаут                          |
| ТКО    | Технический нокаут              |
| PTS    | Решение судей (по очкам)        |
| UD     | Единогласное решение судей      |
| MD     | Решение большинства судей       |
| SD     | Раздельное решение судей        |
| RTD    | Отказ от продолжения боя        |
| DQ     | Дисквалификация                 |
| NC     | Поединок признан несостоявшимся |

| Боксёр                 | Итог боя  | Боксёр                    | Примечания                                                            |
| ---------------------- | --------- | ------------------------- | --------------------------------------------------------------------- |
| Леннокс Льюис (38-1-1) | KO5 (12)  | Хасим Рахман (34-2)       | Бой за титулы чемпиона мира в тяжёлом весе по версиям WBC, IBF и IBO. |
| Лехло Ледваба (32-1-1) | UD12 (12) | Карлос Контрерас (17-4-2) | Бой за титул чемпиона мира во втором легчайшем весе по версии IBF.    |
| Золани Петело (16-2-2) | UD8 (8)   | Роберто Гомес (13-5)      | Рейтинговый поединок в первом наилегчайшем весе.                      |
| Такалани Ндлову (13-1) | UD6 (6)   | Даниэль Ботсман (6-7)     | Рейтинговый поединок в полулёгком весе.                               |
| Стефан Карр (12-1)     | TKO2 (6)  | Дарелле Шукеров (10-5)    | Рейтинговый поединок в первом полусреднем весе.                       |